# Cayambe (ciudad)
Cayambe, también conocida como San Pedro de Cayambe, es una ciudad ecuatoriana, cabecera del Cantón Cayambe. Es la tercera ciudad más grande y poblada de la provincia de Pichincha. Está situada al norte de la región andina de Ecuador, en la hoya del río Guayllabamba. Se encuentra en las faldas del volcán Cayambe, y está atravesada por varios ríos, incluyendo el Granobles, el Pulusí y el Blanco.  Su altitud es de 2830 metros sobre el nivel del mar, y su clima promedio es de 14 °C, un clima andino templado.
Un dato curioso es que la línea ecuatorial (también conocida como el paralelo 0°) pasa por el sur de Cayambe. Según el censo de 2022, la ciudad tiene una población de 44.559 habitantes, lo que la convierte en la 35.ª ciudad más poblada de Ecuador.  Cayambe es conocida por ser el hogar ancestral del pueblo indígena quichua de los Kayambis.

## Toponimia
El nombre "Cayambe" tiene un origen incierto, y existen varias teorías sobre su significado.  Algunas de las más destacadas son:
- Origen en la lengua Quitu:  Según una teoría presentada en el libro Montañas del Sol (aunque se necesita una cita específica para esta referencia), el nombre proviene de la lengua Quitu (una lengua preincaica hablada en la zona). En esta lengua,  "cay" significaría "joven" y "bi" significaría "agua" o "fuente de la vida".[cita requerida]
- Origen mixto Caranqui-Quechua: Otra teoría, propuesta por Marco Cruz, sugiere una combinación de dos lenguas.  En la lengua Caranqui (también preincaica de la región), "kayan" significa "hielo".  En quechua, "cajan" significa "lugar alto y frío".[cita requerida]
- Origen Tsafiqui: Basado en la tesis "Aportes al Ordenamiento Territorial desde la Cosmovisión de los Pueblos Originarios" (PUCE, Quito, 2013), el nombre KAYANPI podría provenir del Tsa'fiki, la lengua de los Tsa'chilas (un grupo indígena de la provincia de Santo Domingo). El Tsa'fiki es parte de la familia de lenguas chibchas del Valle del Cauca, Colombia.  Según esta interpretación:[cita requerida]

```
   *   
KAYAN
 = "HERMANO" en Tsa'fiki.
   *   
PI
 = "AGUA", un sufijo común en lenguas chibchas.
```

La misma investigación plantea que los antiguos habitantes de la región, los Kitukaras, hablaban una lengua llamada SHIRIPALA, una mezcla de Awapi, Chapala y Tsa'fiki, habladas por los Awá, Chachis y Tsa´chilas, respectivamente.  Esto se relaciona con la historia de la región norte de Sudamérica, que formaba parte del Chinchaysuyu, una de las cuatro regiones del Tawantinsuyu, abarcando territorios de las actuales Colombia, Venezuela y Ecuador.

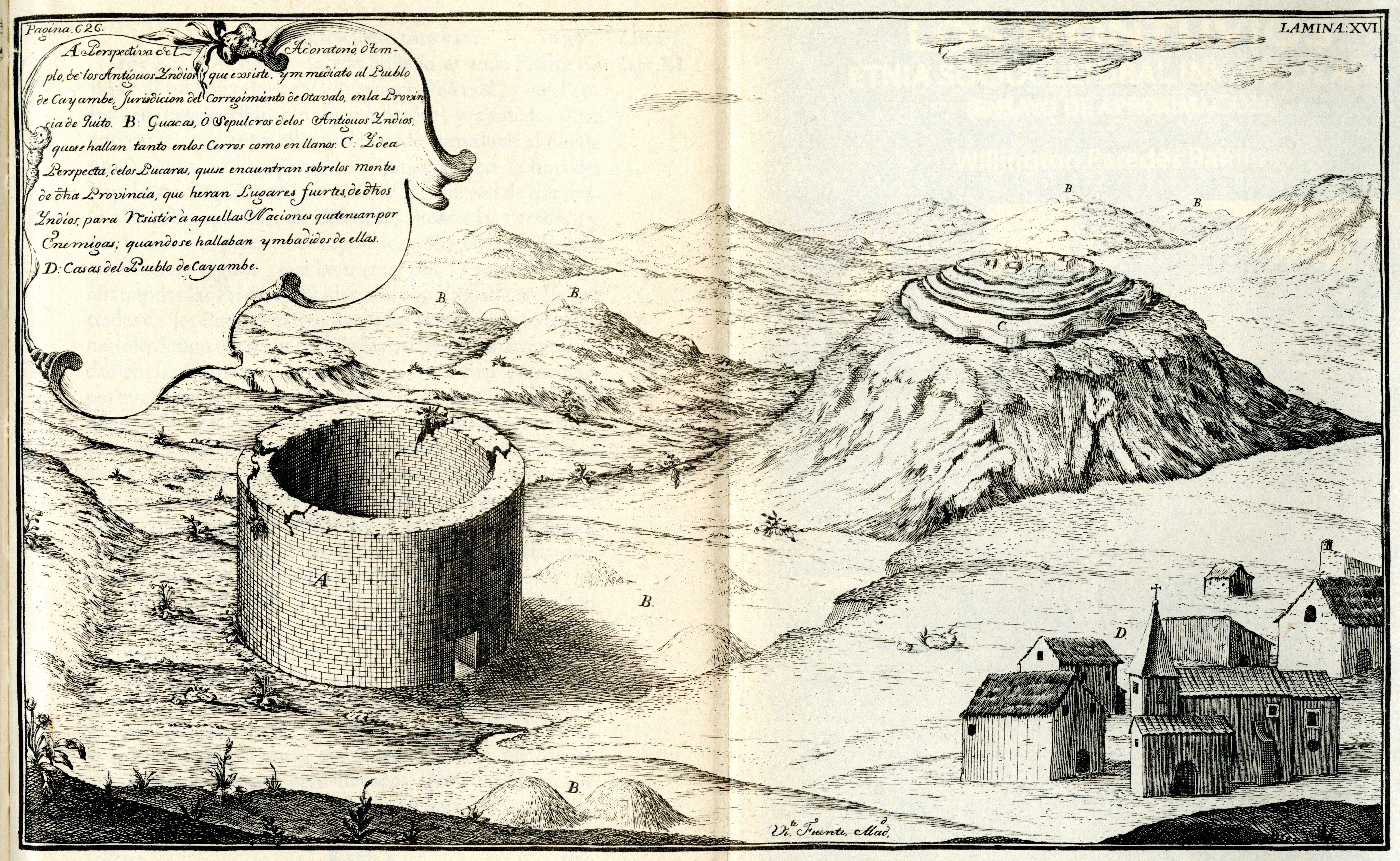
Rastros de edificaciones indígenas antiguas según un grabado realizado por Jorge Juan y Antonio de Ulloa durante la Misión geodésica francesa.

## Historia
Cayambe tiene una larga historia que se remonta a tiempos precolombinos. Antes de la llegada de los incas y los españoles, era un importante asentamiento, conocido como Ayllu.  Se desarrolló como un pequeño reino independiente, ya que documentos históricos de los siglos XVI y XVII indican que los reyes o "capaccuracas" provenían y residían en Cayambe, lo que la convertía en la capital de este pequeño estado.
Los Kayambis, liderados por los Puento, y en particular por Nasacota Puento, formaron una coalición con los Carangues para resistir la expansión del imperio inca. Esta coalición Carangue-Cayambi logró detener el avance inca durante más de treinta años, hasta que fueron derrotados en la sangrienta Batalla de Yaguarcocha.
Tras la caída del imperio inca en 1537, y durante gran parte del período colonial, los descendientes de las familias Puento y Ango mantuvieron cierto control administrativo sobre la región. Sin embargo, en el siglo XVII, con la consolidación del sistema de haciendas, la élite indígena perdió sus tierras y su poder. Cayambe y sus alrededores fueron incorporados a la división política colonial, y los antiguos señoríos se disolvieron.
Después de la independencia de Ecuador, Cayambe fue inicialmente categorizada como cantón dentro de la provincia de Imbabura en 1824.  Esta decisión fue revertida en 1851, cuando el territorio fue anexado a la provincia de Pichincha.  Cayambe recuperó su estatus de cantón el 23 de julio de 1883, durante la presidencia de José María Plácido Caamaño.
Hoy en día, Cayambe es un importante centro urbano en el noreste de la provincia de Pichincha. Es un núcleo administrativo, económico, financiero y comercial clave para la región. Sus principales actividades económicas incluyen la producción de flores, la industria alimentaria, la ganadería y la agricultura.

## Geografía

### Clima
Cayambe tiene un clima templado y frío de alta montaña, clasificado como Csb según la Clasificación climática de Köppen. Debido a su ubicación cerca de la línea ecuatorial, la temperatura no varía mucho a lo largo del año, oscilando generalmente entre 5 y 19 °C. La temperatura promedio anual es de 13,5 °C.
La ciudad experimenta cuatro estaciones: dos estaciones lluviosas (de marzo a mayo y de octubre a noviembre) y dos estaciones secas (de diciembre a enero y de julio a septiembre).  Durante las estaciones secas, suele haber mucho viento.
Debido a su elevada altitud, los niveles de radiación ultravioleta (UV) en Cayambe suelen ser muy altos, especialmente durante el mes de junio, que es el mes con más horas de luz solar.  Incluso en días parcialmente nublados, la radiación UV puede ser intensa.

## Política
Cayambe está dividida en 3 parroquias urbanas (dentro de la ciudad) y 5 parroquias rurales.  La ciudad y el cantón se rigen por un Gobierno Autónomo Descentralizado (GAD), también conocido como municipio, según lo establecido en la Constitución de Ecuador.  El GAD tiene un sistema de cogobierno: el poder ejecutivo lo ejerce el alcalde, y el poder legislativo lo ejerce el Concejo Cantonal.
La Municipalidad de Cayambe se rige por los artículos 253 y 264 de la Constitución y por la Ley de Régimen Municipal, que le otorgan autonomía funcional, económica y administrativa.

### Alcaldía
El poder ejecutivo de la ciudad está a cargo del alcalde del Cantón Cayambe. El alcalde es elegido por voto popular en una sola vuelta electoral.  El Vicealcalde no se elige directamente; una vez que se forma el Concejo Cantonal, los concejales eligen a uno de ellos para ocupar este cargo.  El alcalde y el Vicealcalde tienen un mandato de cuatro años.  El alcalde puede ser reelegido, ya sea de forma inmediata o después de un período fuera del cargo.
El alcalde es el máximo representante del municipio y tiene voto decisivo en el Concejo Cantonal. El vicealcalde reemplaza al alcalde en caso de ausencia o incapacidad.
El alcalde tiene un gabinete de administración municipal, con varias direcciones que lo asesoran y apoyan. El alcalde nombra a los encargados de estas direcciones. El actual alcalde de Cayambe es Alberto Masapanta, elegido para el período 2023-2027.

### Concejo cantonal
El poder legislativo de la ciudad lo ejerce el Concejo Cantonal de Cayambe.  Este es un pequeño parlamento unicameral (de una sola cámara), similar a los concejos de otros cantones de Ecuador, según el artículo 253 de la Constitución.  El número de concejales es proporcional a la población del cantón.
Cayambe tiene 7 concejales. Son elegidos por voto popular utilizando el método D'Hondt, y su mandato dura cuatro años, con posibilidad de reelección indefinida. De los siete concejales, cuatro representan a la población urbana, y tres representan a las cinco parroquias rurales. El alcalde y el vicealcalde presiden las sesiones del concejo. Cuando el concejo se reúne por primera vez después de las elecciones, sus miembros eligen al Vicealcalde.

### División Política
El cantón Cayambe se divide en parroquias, que pueden ser urbanas o rurales. Estas parroquias están representadas por los Gobiernos Parroquiales ante la Alcaldía de Cayambe. La ciudad de Cayambe tiene 3 parroquias urbanas y 5 parroquias rurales:
Parroquias Urbanas
Cayambe (la parroquia principal, donde se encuentra la mayor parte de la ciudad).
Juan Montalvo
San José de Ayora
Parroquias Rurales
Ascázubi
Cangahua
Olmedo/Pesillo
Otón
Santa Rosa de Cuzubamba

## Turismo

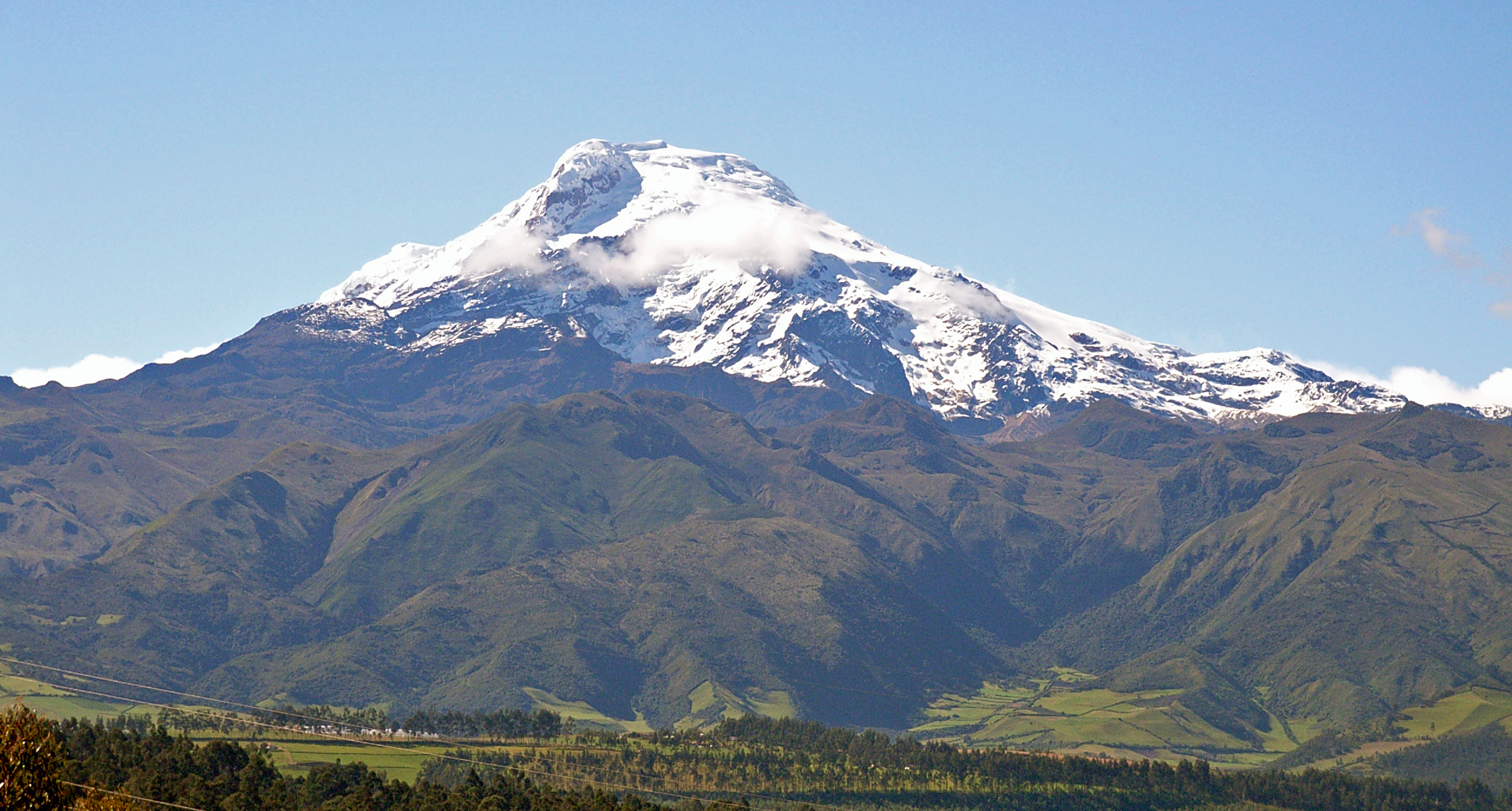
Volcán Cayambe.

Las fiestas de Cayambe, que se celebran desde mediados de junio hasta principios de julio, son muy importantes y conocidas en Ecuador.  Incluyen muchos eventos, y son especialmente famosas por sus corridas de toros populares.  Estas fiestas conmemoran a San Pedro y también coinciden con el Inti Raymi, la fiesta indígena de la cosecha.
El 29 de junio es uno de los días más importantes de las festividades. En este día, miles de bailarines, con trajes tradicionales y al ritmo de cánticos y danzas, se congregan en la plaza central de Cayambe, en una celebración que combina elementos ancestrales e indígenas con la religión católica.  La vestimenta tradicional de las mujeres incluye blusas bordadas, faldas (polleras) adornadas, fachalinas bordadas con flecos, alpargatas, collares, sombreros adornados con cintas de colores y, a veces, máscaras.  Los hombres suelen llevar zamarros (pantalones hechos de piel de oveja o cabra).
La gastronomía es una parte importante de las fiestas.  Uno de los platos más típicos es el mote con papas, servido con una salsa de maní y, a menudo, acompañado de cuy asado.  También son populares otros manjares locales como el dulce de leche, el queso de hoja y los bizcochos.
En abril y mayo, la parroquia de Ayora realiza un evento de lanzamiento para anunciar las próximas fiestas.
Otro atractivo turístico importante cerca de Cayambe es el monumento a la Mitad del Mundo, ubicado en la línea ecuatorial (o línea equinoccial).
Algunos lugares turísticos para visitar en Cayambe y sus alrededores son:
- Puntiatzil
- Hacienda Guachalá
- El Reloj Solar Quitsato / Mitad del Mundo
- Volcán Cayambe
- Laguna de San Marcos
- Castillo de Guachalá
- Cabañas de Nápoles
- Comunidad de Paquiestancia y bosques primarios

## Demografía

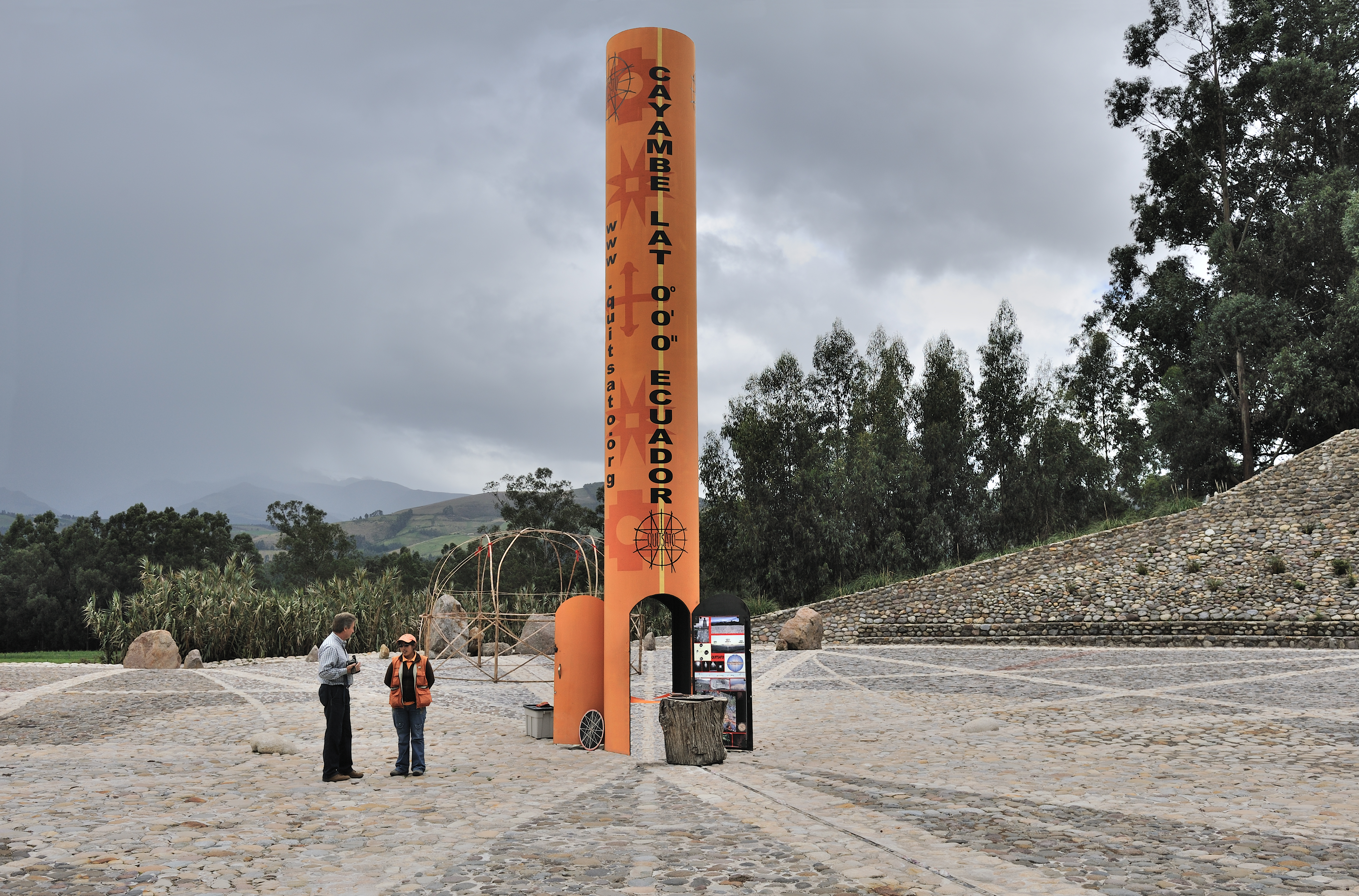
Reloj Solar Quitsato ubicado en el ecuador terrestre, al sur de la ciudad.

Cayambe se encuentra al noreste de Quito, la capital de Ecuador.  Está a unos 68,2 km de Quito (aproximadamente 1 hora y 22 minutos en coche) y a 59,0 km de Ibarra, la capital de la provincia de Imbabura (aproximadamente 1 hora y 4 minutos en coche).
Según el censo del INEC de 2010, Cayambe tenía una población de 30.473 habitantes. Esto representaba el 45,5% de la población total del cantón y el 6,6% de la población de la provincia de Pichincha.

## Transporte
El transporte público es el principal medio de transporte para los habitantes de Cayambe. La ciudad cuenta con un sistema de autobuses urbanos en expansión, aunque todavía no es muy extenso y está compuesto por un número limitado de empresas de transporte.  La tarifa del autobús urbano es de 0,30 USD, con un descuento del 50% para grupos prioritarios (niños, ancianos, personas con discapacidad, etc.).  También hay autobuses interparroquiales e intercantonales que conectan Cayambe con las localidades cercanas.
Muchas de las calles de Cayambe están asfaltadas o adoquinadas, pero algunas están en mal estado.  Las calles de los barrios más nuevos, en las afueras de la ciudad, suelen ser de tierra.

#### Avenidas principales
Algunas de las avenidas más importantes de Cayambe son:
- Natalia Jarrín
- Clara Mesa
- Manuel Córdova Galarza
- Víctor Cartagena
- Ascázubi
- Terán
- Rocafuerte
- Olmedo

## Educación
Cayambe cuenta con una buena infraestructura educativa, tanto pública como privada.  La educación pública en Cayambe, como en el resto de Ecuador, es gratuita hasta el nivel universitario (tercer nivel), según lo estipulado en los artículos 348, 356 y 357 de la Constitución.  Varias de las escuelas y colegios de la ciudad tienen un buen prestigio.
Cayambe sigue el régimen escolar de la Sierra, lo que significa que las clases comienzan a principios de septiembre y terminan en julio, después de 200 días de clase.

## Economía

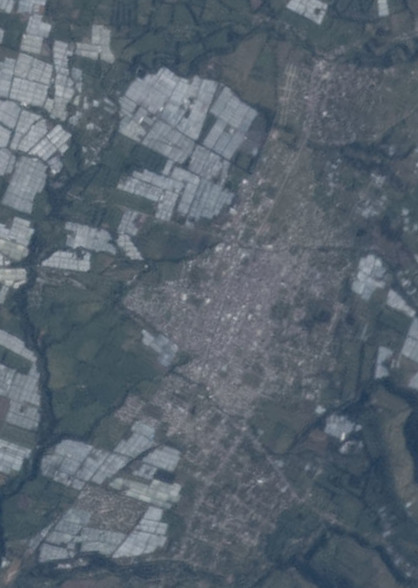
Vista aérea de la ciudad de Cayambe.

Cayambe es conocida mundialmente como uno de los centros más importantes de producción de flores.  Las flores de Cayambe se exportan a más de 110 países.  Sus principales mercados son Estados Unidos, Holanda (que a menudo reexporta las flores a otros países de la Unión Europea), Italia, Alemania, Rusia, Canadá, Argentina, España, Francia, Suiza y Ucrania.  También se exportan flores a Chile, China y Brasil.
Además de las flores, Cayambe tiene otras actividades económicas importantes.  A continuación, se presentan algunas de ellas:
| Principales productos | Productos secundarios |
| --------------------- | --------------------- |
| Flores                | Cebada                |
| Cebolla larga         | Trigo                 |
| Cebolla larga         | Papas                 |

| Principal                                | Otros                                                    |
| ---------------------------------------- | -------------------------------------------------------- |
| Ganado vacuno de leche (y sus derivados) | Ganado ovino Ganado porcino Ganado equino Aves de corral |

| Instituciones financieras             |
| ------------------------------------- |
| Centros comerciales, bodegas, tiendas |
| Restaurantes y productos típicos      |
| Fiestas tradicionales                 |
| Medios de transporte                  |

## Medios de comunicación
Cayambe cuenta con una red de comunicación en constante desarrollo y modernización. La ciudad tiene acceso a varios medios de comunicación, incluyendo prensa escrita, radio, televisión, telefonía, Internet y servicio postal.
- Telefonía: Aunque la telefonía fija todavía existe y crece lentamente, ha sido superada por la telefonía móvil debido a su amplia cobertura y fácil acceso.  Hay tres proveedores de telefonía fija: CNT (pública), TVCABLE y Claro (privadas).  Hay cuatro proveedores de telefonía móvil: Movistar, Claro y Tuenti (privadas) y CNT (pública).

- Radio: Cayambe tiene acceso a una amplia gama de estaciones de radio, tanto nacionales como locales, e incluso de provincias vecinas. Una de las emisoras locales más representativas es Radio Inti Pacha (88.9 FM).

- Medios televisivos: La mayoría de los canales de televisión disponibles en Cayambe son nacionales, aunque recientemente se han añadido algunos canales locales, como Cayambe Visión Canal 9.  El apagón analógico (el fin de la transmisión de televisión analógica) está programado para el 31 de diciembre de 2023.[9]
- Vía Internet: Por redes sociales se puede mencionar a los medios locales como El Hemisférico TV, Canal 9 Cayambe , Radio Inti Pacha y STV Canal 6.

## Deporte
La Liga Deportiva Cantonal de Cayambe es la organización que regula el deporte en todo el Cantón Cayambe, incluyendo la ciudad.  El deporte más popular en Cayambe, como en el resto de Ecuador, es el fútbol.  Actualmente, hay dos equipos de fútbol de la ciudad que participan en la Segunda Categoría de Pichincha, organizados por la Asociación de Fútbol No Amateur de Pichincha.

### Escenarios deportivos
Los principales recintos deportivos de Cayambe son:
- El estadio Olímpico Guillermo Albornoz: Con capacidad para 12.000 espectadores, se utiliza principalmente para partidos de fútbol.
- El estadio Gilberto Rueda Bedoya: Con capacidad para 10.000 espectadores, también se utiliza principalmente para fútbol.

Estos estadios son importantes para el fútbol local, ya que los equipos de Cayambe, como el Cuniburo Fútbol Club y la Sociedad Deportiva Rayo, juegan sus partidos como locales en ellos.  Además de eventos deportivos, los estadios también se utilizan para eventos culturales, especialmente conciertos musicales.